# U.S. Tempio
L'U.S. Tempio S.S.D., meglio nota come Tempio, è una società calcistica italiana con sede nella città di Tempio Pausania, in Sardegna. Milita in  Eccellenza, la quinta divisione del campionato italiano.
Fondata nel 1946, rifondata nel 2008 e nel 2017, la squadra ha raggiunto come livello più alto la Serie C2, a cui ha preso parte per tredici volte. Il miglior risultato in questa categoria risulta essere un sesto posto nella stagione 1991-1992. Annovera nel suo palmarès uno Scudetto Serie D, vinto nel 2007.
Il colore sociale è l'azzurro. Disputa le gare interne allo stadio Nino Manconi.

## Storia

Roberto Ennas, il calciatore più rappresentativo del Tempio nella prima metà degli anni 90

Nel 1946 venne fondata la Società Educazione Fisica Gallura Tempio che s'iscrisse in Prima Divisione Sarda, dove rimase fino al 1952, quando venne ammessa nel nuovo campionato di Promozione. Dopo aver disputato tre buoni campionati, il Tempio, nella stagione 1955-1956, arrivò 1º. Ciò permise ai sardi l'accesso alla VI Serie. Dopo essersi consolidata permanentemente in campionato e aver cambiato denominazione due volte (S.E.F. Tempio nel 1958 e S.E.F. Tempio Pausania nel 1962) il club arriva 2º in campionato ma perde lo spareggio promozione contro l'Empoli; a fine stagione cambia ancora nome in U.S. Tempio. Nel 1970 la squadra retrocede in Promoziome e tre anni dopo viene relegato in Prima Categoria. Nel 1977 e 1981 ottiene due promozioni e torna in Serie D. Nella stagione 1986-1987 conquista la promozione in Serie C2, dopo aver vinto il proprio girone. In questa categoria ha disputato tredici campionati di Serie C2 (dal 1987 al 2000). Nella stagione 2005-2006 ha vinto il campionato di Eccellenza Sardegna ed è stata promossa in Serie D (campionato che non disputava da tre anni), dopodiché ha ottenuto la promozione in C2 la stagione successiva, vincendo il girone B.
La squadra nella stagione 2006/2007 è stata guidata dal tecnico emergente Ninni Corda, nuorese poco più che trentenne ma con all'attivo già vari successi a livello giovanile tra cui spicca la vittoria nel Campionato Giovanissimi Nazionali nel 2001 alla guida del Cagliari. Nella campagna acquisti 2005-2006 spiccano gli arrivi del portiere Filippo Zani (ex Sassari Torres) e dell'ex giocatore del Bari Roberto Cau.
Nonostante l'obiettivo fosse quello di un campionato tranquillo senza patemi, nel 2007 la squadra ha vinto il campionato nazionale di Serie D, conquistando la promozione in serie C2. Nella finale contro la Sangiuseppese svoltasi allo stadio comunale di Città Sant'Angelo (PE) la squadra sarda si è imposta con un netto 4-1 e ha così conquistato anche lo scudetto di Serie D. In semifinale aveva eliminato la Scafatese: 3-2 a Scafati e 2-0 in casa.
Il 19 luglio 2007 la Co.Vi.Soc. esclude la squadra dal campionato di Serie C2. La società è così costretta a ripartire da una categoria inferiore all'Eccellenza Sardegna perché anche i ricorsi presentati all'arbitrato del CONI, al TAR del Lazio e al Consiglio di Stato sono falliti. Il 27 agosto la FIGC Sardegna iscrive la società in Prima Categoria.
Ne nasce un violento scontro tra amministrazione comunale e dirigenza che porta la società a dover disputare le gare interne a Torpè visto il divieto di utilizzo delle varie strutture calcistiche cittadine. L'11 novembre è tornata a giocare le gare interne al Manconi, dopo che la squadra del Pausania è stata portata in blocco al Tempio e ha vinto il campionato. A settembre 2008 viene decretato il fallimento dell'Unione Sportiva Tempio. Una nuova società con la denominazione inizialmente di A.S.D. Polisportiva Limbara e successivamente di A.S.D. S.E.F. Tempio Pausania (da novembre 2008) viene ammessa nel Girone D di Prima Categoria Sarda.
Vinto il proprio girone, i galletti ben figurano anche in Promozione, tentando l'assalto al massimo campionato regionale per tre anni di seguito ma senza riuscire ad approdarvi: prima la contesa del titolo con altre nobili decadute quali Nuorese e Alghero, poi penalizzazioni e peripezie con la giustizia sportiva sembravano destinare la piazza a non andare oltre. Il 10 agosto, al termine della stagione 2011-12, arriva però la notizia del ripescaggio per la S.E.F. Tempio grazie alla rinuncia di Atletico Elmas e Tavolara. La compagine azzurra disputerà il campionato di Eccellenza Sardegna per la stagione 2012/2013, salvandosi ai playout. Nella stagione 2013/2014 retrocederà nuovamente in Promozione, dove militerà fino alla stagione 2016/2017, annata conclusasi con la mancata iscrizione al campionato di Promozione 2017/2018 e la conseguente scomparsa della Società Educazione Fisica Tempio Pausania dallo scenario calcistico isolano.
In occasione della stagione 2017/2018, una compagine societaria rileva il titolo sportivo della SEF Tempio Pausania e fonda l'Unione Sportiva Tempio 1946. La squadra, tuttavia, ripartirà dal campionato di Seconda Categoria, il quarto livello regionale, alla fine del quale acquisirà il titolo sportivo della Star Sport Olbia per accedere in Prima Categoria.

## Colori e simboli

### Colori
Il colore del Tempio è l'azzurro, che è il colore della città di Tempio Pausania.

### Simboli ufficiali

#### Stemma
Lo stemma del Tempio è uno scudo bianco contenente un gallo, richiamo all'araldica cittadina e del Giudicato di Gallura.

## Strutture
Il Tempio gioca le partite di casa allo stadio Nino Manconi di Tempio Pausania; l'impianto può contenere 5 700 persone. Lo stadio è stato inaugurato nel 1988.

## Palmarès

### Competizioni nazionali
- Scudetto Serie D: 1

2006-2007

### Competizioni interregionali
- Serie D: 1

2006-2007 (girone B)
- Campionato Interregionale: 1

1986-1987 (girone N)

### Competizioni regionali
- Eccellenza: 1

2005-2006
- Coppa Italia Dilettanti Sardegna: 1

2003-2004
- Promozione: 2

1955-1956, 2022-2023 (girone C)
- Prima Categoria: 2

2007-2008 (girone D), 2008-2009 (girone D)
- Coppa Cossu-Mariotti: 5

1961-1962, 1962-1963, 1963-1964, 1967-1968, 1968-1969

## Statistiche e record

### Partecipazione ai campionati
| Livello | Categoria                           | Partecipazioni | Debutto   | Ultima stagione | Totale |
| ------- | ----------------------------------- | -------------- | --------- | --------------- | ------ |
| 4º      | IV Serie                            | 1              | 1956-1957 | 1956-1957       | 27     |
| 4º      | Campionato Interregionale - 1ª Cat. | 1              | 1957-1958 | 1957-1958       | 27     |
| 4º      | Campionato Interregionale           | 1              | 1958-1959 | 1958-1959       | 27     |
| 4º      | Serie D                             | 11             | 1959-1960 | 1969-1970       | 27     |
| 4º      | Serie C2                            | 13             | 1987-1988 | 1999-2000       | 27     |
| 5º      | Campionato Interregionale           | 6              | 1981-1982 | 1986-1987       | 9      |
| 5º      | Serie D                             | 3              | 2000-2001 | 2006-2007       | 9      |

### Partecipazione alle coppe
| Competizione            | Partecipazioni | Debutto   | Ultima stagione | Totale |
| ----------------------- | -------------- | --------- | --------------- | ------ |
| Coppa Italia Serie C    | 13             | 1987-1988 | 1999-2000       | 13     |
| Coppa Italia Serie D    | 3              | 2000-2001 | 2006-2007       | 3      |
| Poule Scudetto          | 1              | 2006-2007 | 2006-2007       | 1      |
| Coppa Italia Dilettanti | 1              | 2003-2004 | 2003-2004       | 1      |

## Tifoseria

### Gemellaggi e rivalità
La tifoseria di Tempio consegue amicizie con la tifoseria della Torres e con i supporters del Gubbio.
La tifoseria di Tempio si schiera, in seguito alla stretta alleanza con la Torres, nella fetta ultras sarda contro la più blasonata Cagliari. Infatti, la rivalità più sentita dalla tifoseria tempiese è quella con l'Olbia. Altra rivalità molto sentita soprattutto a livello campanilistico è quella con il Calangianus, alimentata da un decennale legame di gemellaggio dei calangianesi con gli olbiesi. Altre inimicizie si sono verificate nei confronti di tifoserie alleate alle due maggiori rivali: Carbonia, Tharros, Nuorese.